# Adriano Tancon
Adriano Tancon (Canale d'Agordo, 18 novembre 1958) è un ex hockeista su ghiaccio italiano che ha lungamente militato come portiere nell'Alleghe Hockey, squadra di Serie A, e nella nazionale italiana.

## Carriera
Nella sua lunga carriera ha vestito perlopiù la maglia dell'Alleghe, dal 1978 al 1991 e poi nuovamente negli ultimi anni di carriera, tra il 1998 ed il 2000. Nel mezzo, ha disputato una stagione e mezza al Fassa, due e mezza al CourmAosta tre al Feltre e una con l'Alta Badia.
Ha vestito a lungo anche la maglia azzurra, e con la nazionale italiana ha preso parte alla spedizione olimpica di Sarajevo 1984 e a sette edizioni dei mondiali, tra gruppo B e gruppo C.